# Tarusicze
Tarusicze (biał. Тарусічы; ros. Тарусичи) – wieś na Białorusi, w obwodzie grodzieńskim, w rejonie grodzieńskim, w sielsowiecie Podłabienie. Od wschodu sąsiaduje z Grodnem.
W XIX w. dwie wsie: Tarusicze i Tarusicze Robocze. W dwudziestoleciu międzywojennym wieś leżała w Polsce, w województwie białostockim, w powiecie augustowskim.